# マッテオ・カルカッシ
マッテオ・カルカッシ（Matteo Carcassi, 1792年 - 1853年1月16日）は、イタリア出身のロマン派の作曲家、ギタリスト。

## 略歴
トスカーナ大公国フィレンツェ出身。幼少時よりピアノを、次いでギターを習い始める。16歳で定期的な演奏活動を開始し、その後、30年以上演奏活動を続けた。イタリアでの初めての演奏会は暖かく受け入れられ、直ぐに技巧派コンサート・ギター奏者として名声を得た。
1810年にドイツに移住した。18歳でドイツでの演奏ツアーを始めた。1815年にはパリでピアノとギターの教師として生計を立てる。1819年のドイツでの演奏旅行で、長い間の友人となるアントワン・メッソニエと初めて出会う。メッソニエは有名なギター奏者でもあったが、彼のパリの出版社で多くのカルカッシの作品を出版した。
ドイツで得た評判は、1820年にパリ、1822年にロンドンで演奏活動を行わせる力となった。1822年には、ギター奏者と音楽教師の両方で評判を得ていたロンドンで、連続して演奏会を大いに成功させた。1824年秋には再びドイツに滞在した。その後、ロンドンでコンサートを行ったが、名声が上がり、より一流のコンサート・ホールを使用するようになった。最後にパリに戻った。その後数年間は、パリからロンドンなどのヨーロッパの主要文化都市へ定期的に演奏旅行に出た。
1820年頃からは生涯のほとんどをパリで過ごしたが、巨匠フェルディナンド・カルッリと同時代を過ごすこととなった。カルッリは、パリで聴衆に崇拝される存在であった。カルッリの存在が一因であろうが、カルカッシの才能がパリで本当に認められるには、長い時間を要した。
カルカッシの評判が年上の巨匠カルッリに匹敵するようになり始めたが、その時点まで、ギターの大家カルッリには競争相手といえる者はいなかった。カルカッシは、いろいろな観点から、ナポリの巨匠カルッリと自分自身との異なる点を見つけていた。カルカッシは、爪を使わずに演奏を行い、よりいろいろな演奏場面でハイポジションを多用した。また、メロディ、より効果的な配置、ギターの構え方を強く意識していた。左膝の上にギターを乗せ左足の下に踏み台を置く、現在最も受け入れられているクラシックのギターの構え方を用いた先駆者の一人であった。
1836年、少しの間、演奏活動に復帰し、生まれ故郷のイタリアも訪れた。その後まもなく、1840年頃に、ほとんどの演奏活動を休止し、パリに落ち着いた。そして、演奏活動の代わりに、ギターとピアノの指導に集中し、多くの作品を出版した。多くの幻想曲、変奏曲、ギター・ソナタを含め80以上の作品を出版した。2つの教育的な作品、つまり、作品59番「カルカッシ・ギター教則本（ギターのための完全な方法）」と作品60番「25の練習曲（25の旋律的で斬新なエチュード）」は今でも広くギターの指導に用いられている。1853年、1月16日、フランスの首都、パリに没する。

## 作品
- カルカッシ・ギター教則本（作品59番） - カルカッシが弟子のために編集した教則本。先に出版されたF.カルッリ教本を踏襲したスタイルで書かれている。日本では、米国から初輸入された教則本の為、踏襲した形で国内教本が多く出版された[1]。
- 25の練習曲（作品60番） - 教則本の追加[2]として発表された。現在ヨーロッパでは、ほとんど使われていない。F.カルッリの教本は、今なお使われている。